# Adam Elsheimer
Adam Elsheimer (18 de março de 1578 - 11 de dezembro de 1610) foi um artista alemão que viveu em Roma. Apesar de ter morrido com apenas 32 anos, foi muito influente no início do século XVII.

## Carreira
As suas pinturas eram relativamente pequenas em escala (dimensão), na sua maioria pintadas em placas de cobre, com um grande poder de precisão, e, pelo costume de guardarem esse tipo de obra em pequenos quartos de suas grandes mansões, passaram a ser conhecidas por pintura de armário. Possuíam diferentes efeitos conforme a exposição à luz. Elsheimer influenciou, entre outros, o estilo de Rembrandt e de Peter Paul Rubens.

## Galeria

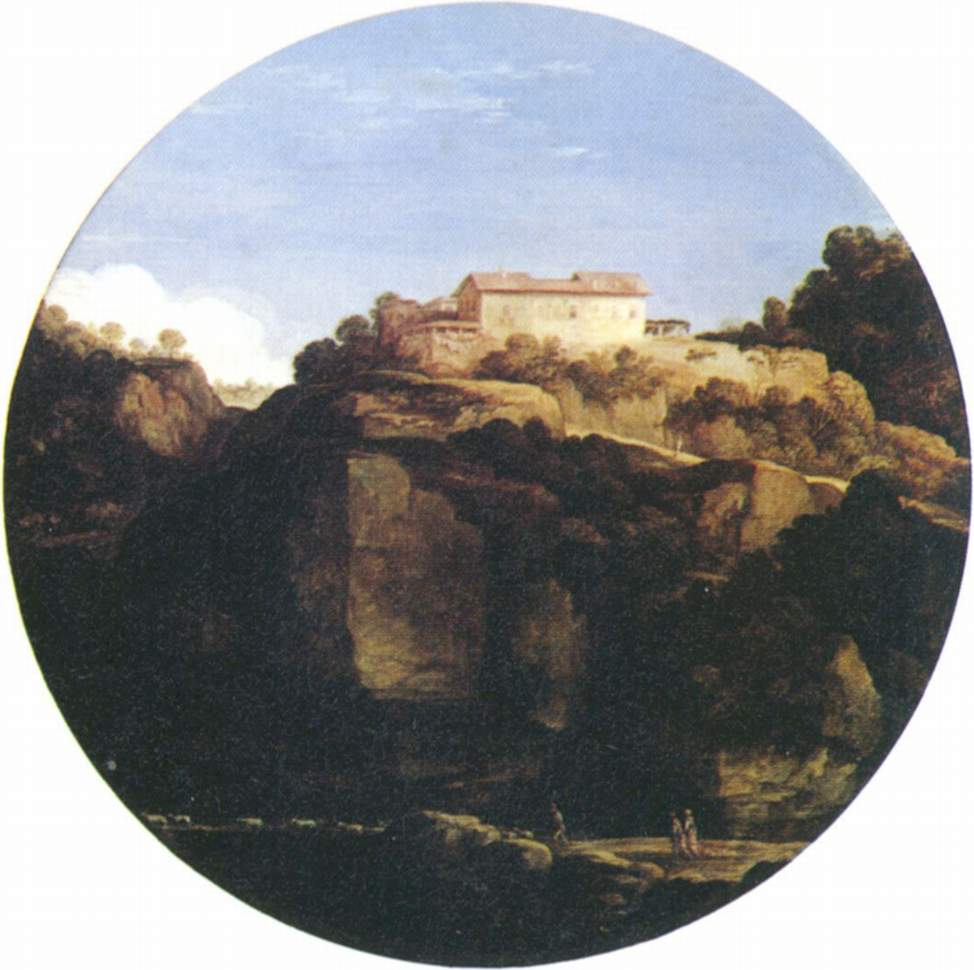
Tondo com paisagem
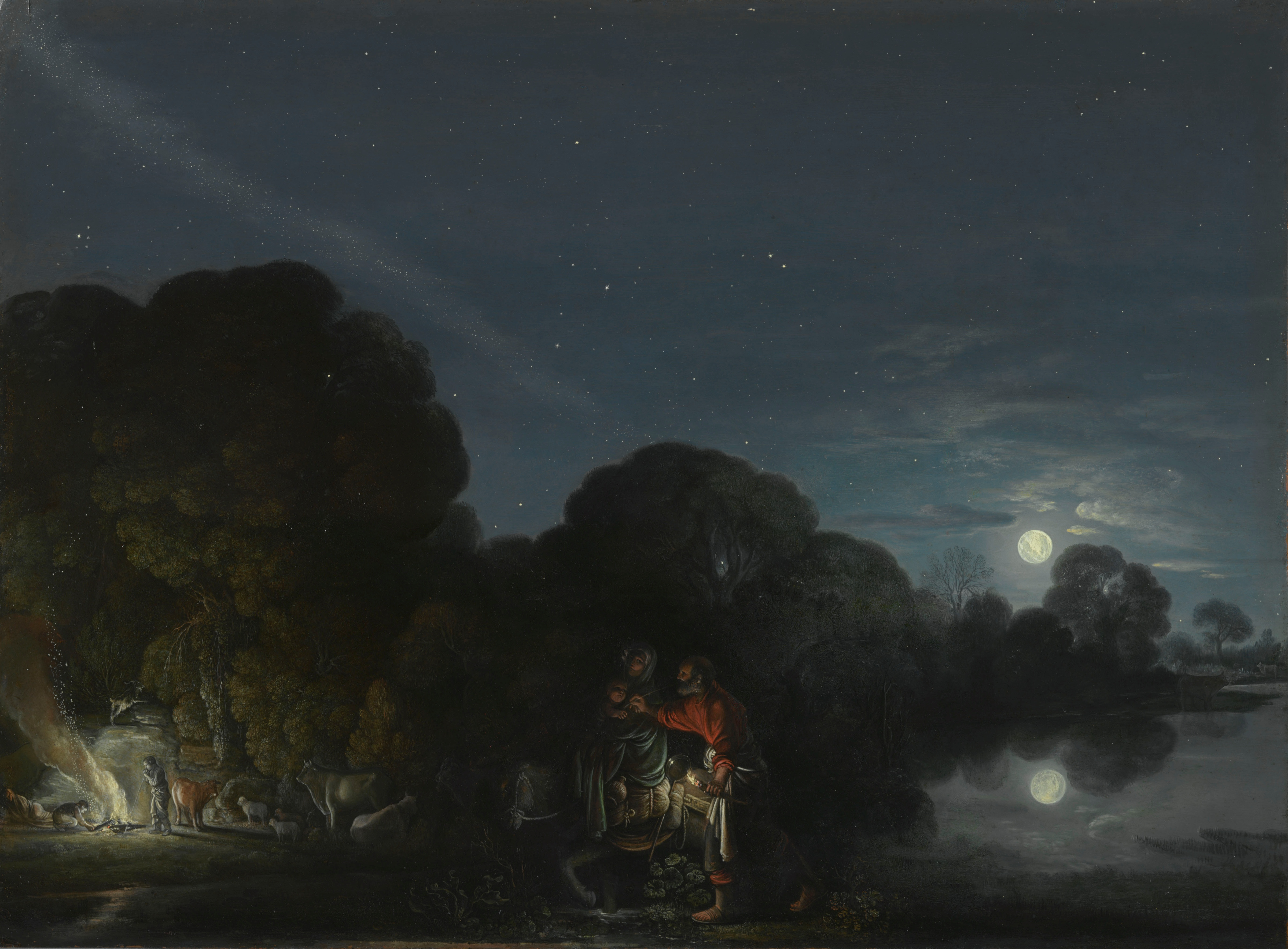
Descanso na Fuga para o Egito
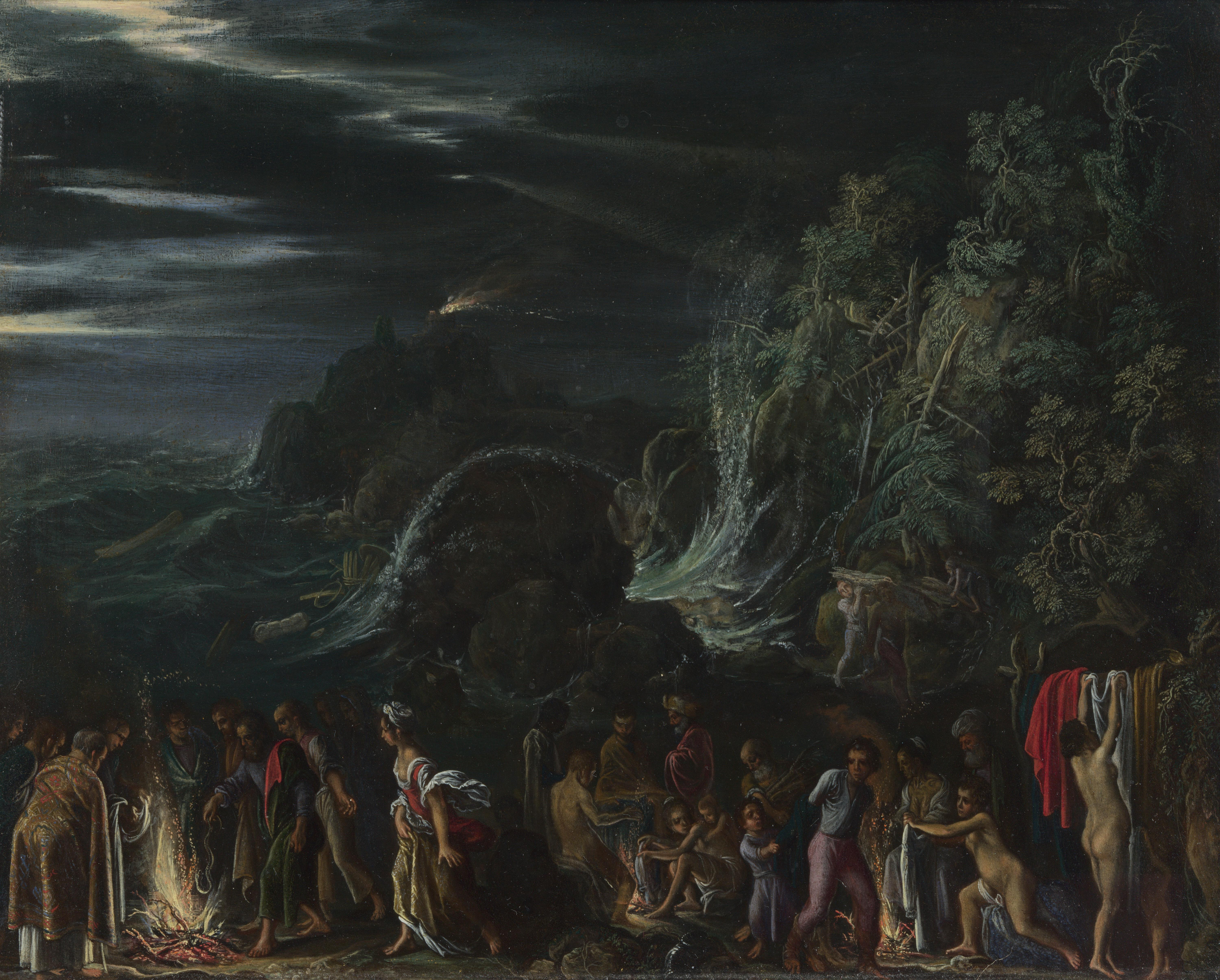
São Paulo em Malta